# Klin zamkowy
Klin zamkowy – część zamka klinowego. Ma kształt graniastosłupa z owalnym wycięciem z prawej strony. Tylna powierzchnia oporowa ma nachylenie w stosunku do przedniej płaszczyzny (lustra klina) i odpowiada nachyleniu powierzchni oporowej nasady zamkowej, dzięki czemu klin przy ruchu w prawo (przy zamykaniu) dosyła nabój do komory nabojowej. Na górnej i dolnej powierzchni klina przymocowane są krzywki.